# Podháj
Koordináták: é. sz. 49° 04′ 47″, k. h. 18° 54′ 52″49.079678°N 18.914511°E
Podháj (szlovákul Podháj) Turócszentmárton városrésze Szlovákiában, a Zsolnai kerületben, a Turócszentmártoni járásban. 

## Fekvése
A városközponttól 1,8 km-re északnyugatra, a Turóc bal partján fekszik. Szomszédos Zaturcsánnyal.
Egykor mocsaras terület volt. 

## Története
A 18. század végén Vályi András így ír róla: „PODHRAGYA. Tót falu Turócz Vármegyében, lakosai evangelikusok, fekszik Szutsányhoz fél mértföldnyire, határja középszerű, almájok, és szilvájok termő esztendőben elég van.”

## Nevezetességek
Itt található a Téli Stadion (Zimný štadión) jégcsarnok, ami az MHA Martin jégkorongklub otthona.

## Képek

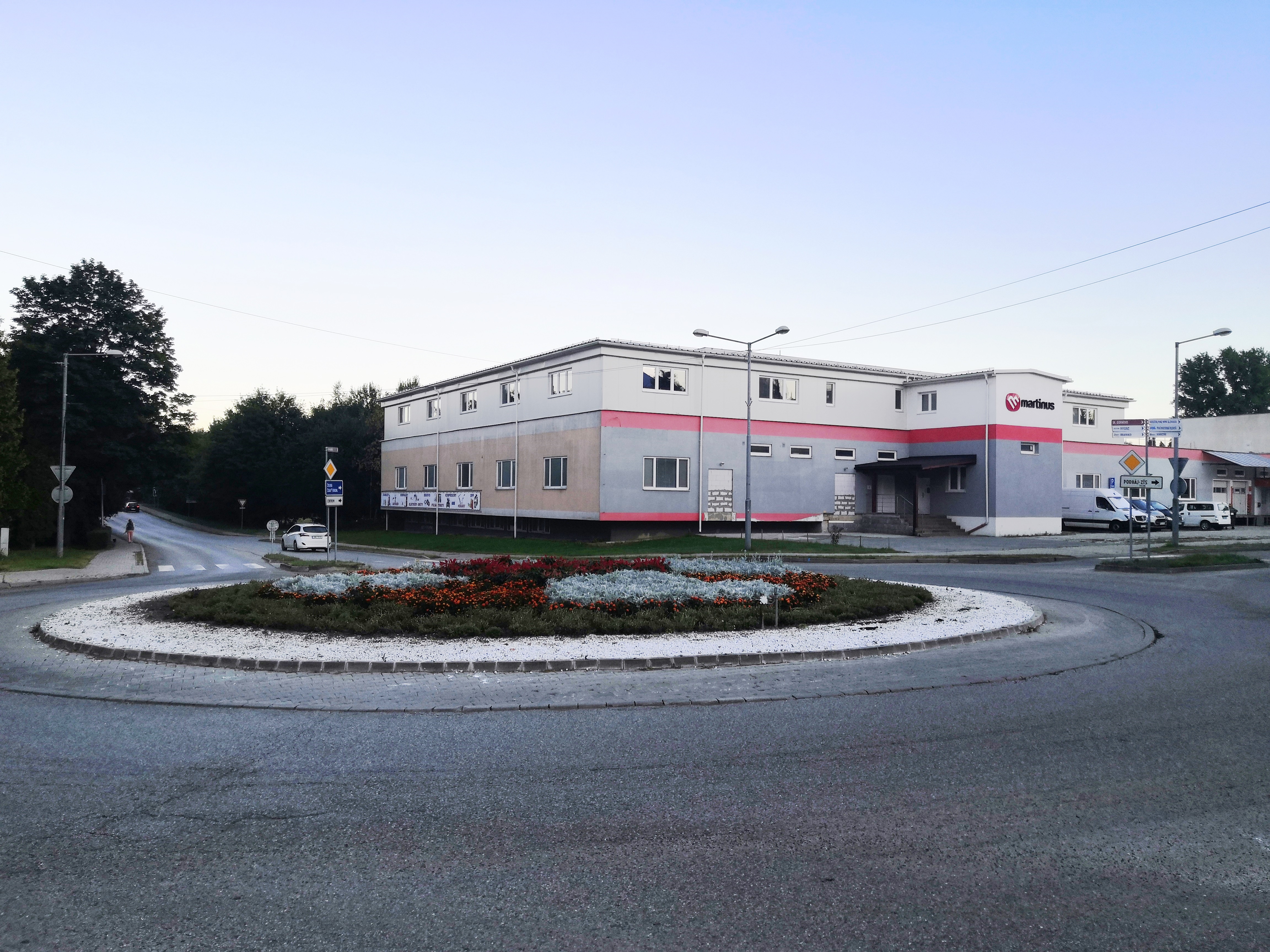
Körforgalom